# Weicherdange
Weicherdange (lb. Wäicherdang, niem. Weicherdingen) – wieś (Uertschaft) w północnym Luksemburgu, w kantonie Clervaux, w gminie Clervaux. Do 3 października 2015 miejscowość leżała w dystrykcie Diekirch.